# Unterschlagung (Deutschland)
Der juristische Tatbestand der Unterschlagung liegt vor, wenn jemand vorsätzlich eine fremde bewegliche Sache sich oder einem Dritten rechtswidrig zueignet.
Die Unterschlagung ist das allgemeinste Zueignungsdelikt im deutschen Strafgesetzbuch und wird in § 246 Absatz 1 StGB behandelt. Sie ist gem. § 12 Abs. 2 StGB ein Vergehen. Die Unterschlagung setzt als Eigentumsdelikt – im Unterschied etwa zum Betrug (§ 263 StGB) oder zur Erpressung (§ 253 StGB) – keinen Vermögensschaden und auch keine Bereicherungsabsicht voraus. Jedoch muss ein Zueignungswille vorliegen. Auch können wertlose bewegliche Sachen unterschlagen werden, solange sie nur fremd sind. Ebenfalls können Sachen unterschlagen werden, um dem Opfer einen Vermögensschaden zuzufügen (Sabotage), ohne dass sich der Täter dadurch selbst oder Dritten einen Vermögensvorteil beschafft. Auch die versuchte Unterschlagung ist strafbar (§ 246 Abs. 3 StGB).

## Qualifikation
Die Tat wird durch § 246 Abs. 2 StGB qualifiziert, wenn dem Täter die Sache anvertraut war, das heißt, wenn dem Täter vom Eigentümer in dessen Interesse oder nach seiner Weisung die Verfügungsgewalt über die Sache eingeräumt wurde. Im Gegenzug ist die Sache immer dann nicht „anvertraut“, wenn die Überlassung den Interessen des Eigentümers zuwiderläuft.

## Tatbestand
„(2) Ist in den Fällen des Absatzes 1 die Sache dem Täter anvertraut, so ist die Strafe Freiheitsstrafe bis zu fünf Jahren oder Geldstrafe.“
Wie auch beim Diebstahl (§ 242 StGB) ist das Tatobjekt eine fremde bewegliche Sache. Das heißt erfasst sind nur körperliche Gegenstände (Sachbegriff), die transportfähig im Sinne der Möglichkeit eines Fortschaffens sind (Beweglichkeit). Fremd meint, dass die Sache weder ausschließlich dem Täter gehört (Alleineigentum) noch herrenlos ist. 
Hinsichtlich dieses Tatobjektes muss nun eine Zueignung stattfinden. Zueignung besteht dabei grundsätzlich aus Enteignung (das heißt der Verdrängung des Eigentümers aus seiner Herrschaftsposition) einerseits und Aneignung (das heißt der Einverleibung in das eigene oder ein drittes Vermögen) andererseits. Das Tatbestandsmerkmal der Zueignung ist Gegenstand einer langanhaltenden Kontroverse und in vielschichtiger Weise umstritten.
Jedenfalls aber muss besagte Zueignung rechtswidrig sein. Dieses Merkmal bezweckt lediglich einen Ausschluss der Strafbarkeit in Fällen, in denen die Zueignung mit der dinglichen Rechtslage  übereinstimmt. Das ist insbesondere der Fall, wenn ein fälliger, einredefreier Übereignungsanspruch auf die Sache besteht. Es kommen aber auch andere Konstellationen in Betracht, so darf etwa ein Grundstücksinhaber gem. § 910 Abs. 1 BGB auf sein Grundstück überwuchernde Zweige und Wurzeln abschneiden und behalten. Die Zueignung ist dann nicht rechtswidrig und eine Strafbarkeit wegen Unterschlagung scheidet aus. 

## Juristische Diskurse

### Zueignung
Schon die Rechtsnatur dieses Tatbestandsmerkmales ist umstritten. Zumindest ganz herrschende Meinung ist aber, dass es für die Zueignung ein wie auch immer ausgestaltetes objektives Element braucht; der bloße Zueignungswille genügt also im Gegensatz zum Diebstahl nicht. Teilweise wird – in unterschiedlicher Ausgestaltung – ein Erfolg gefordert. So liegt die Zueignung nach der sog. Enteignungslehre in der Verursachung des Sachverlustes oder dessen konkreter Gefahr. Die Aneignungstheorie fordert demgegenüber ein tatsächlich erfolgtes Einverleiben der Sache in das eigene oder ein drittes Vermögen und darüber hinaus eine Manifestation des Willens zur Enteignung. Eine weitere Ansicht ist noch restriktiver, indem sie einen vollständigen Zueignungserfolg fordert: Sowohl Enteignung als auch Zueignung müssen danach objektiv vorliegen.
Die herrschende Meinung stellt so weitgehende Anforderungen nicht. Sie stellt vielmehr darauf ab, ob sich ein etwaiger Zueignungswille objektiv manifestiert hat. Es braucht also eine äußere Handlung, die auf den Willen schließen lässt, dass der Eigentümer aus seiner Herrschaftsposition verdrängt und die Sache in das eigene bzw. ein drittes Vermögen einverleibt werden soll. 
Welche Handlungen dabei tauglich für diese Manifestation sein sollen, ist wiederum umstritten. Die weite Manifestationslehre lässt jede Handlung genügen, die als Betätigung des Zueignungswillens verstanden werden kann. Das umfasst etwa das Einstecken einer auf der Straße gefundenen Sache oder die Nutzung eines gemieteten Kfz über den vereinbarten Rückgabezeitpunkt hinaus. Denn diese Verhaltensweisen müssen zwar nicht als Betätigung des Zueignungswillens verstanden werden, können es aber. Gerade derartige Konstellationen möchte die enge Manifestationslehre ausschließen, indem sie als taugliche Manifestationen nur solche Handlungen zählt, die allein aufgrund der objektiven Umstände unzweideutig als Zueignungswillensbetätigung zu verstehen sind. Das kann etwa der Verbrauch oder die Veräußerung der Sache sein. Mehrdeutiges Verhalten wie oben beschrieben ist aber ausgeschlossen, denn auch der ehrliche Finder ohne Zueignungswillen würde die Sache auf der Straße zunächst einstecken, um sie später im Fundbüro abzuliefern.

### Subsidiaritätsklausel
Da die Unterschlagung im Vergleich zu anderen Delikten wie dem Diebstahl geringere Anforderungen stellt (etwa auf den Bruch eines Gewahrsams verzichtet) fungiert sie als Auffangdelikt der Eigentums- und Vermögensdelikte. Jeder Täter, der einen Diebstahl oder einen Raub begeht, verwirklicht so immer zugleich auch eine Unterschlagung. Diese tritt jedoch durch die gesetzlich explizit angeordnete Subsidiarität zurück (§ 246 Abs. 1 StGB am Ende).
Rechtlich umstritten ist der Umfang dieser sogenannten Subsidiaritätsklausel: Nach der herrschenden Lehre bezieht sie sich lediglich auf Delikte mit gleicher Angriffsrichtung, also Eigentums- oder Vermögensdelikte wie Diebstahl oder Betrug. Die Rechtsprechung und Teile der Literatur lehnt eine solche Betrachtung ab, unter anderem da das Bestimmtheitsgebot aus Art. 103 Abs.  GG erfordert, dass eine solche Beschränkung ausdrücklich im Gesetz normiert sein müsste. Somit käme etwa auch eine Subsidiarität gegenüber Körperverletzung oder Totschlag in Frage.

### Wiederholte Zueignung
Ein weiterer Streit ergibt sich, wenn eine bereits im Rahmen eines Vermögensdeliktes rechtswidrig zugeeignete Sache erneut zugeeignet wird. Diese Konstellation liegt etwa vor, wenn ein Dieb die gestohlene Sache weiterveräußert. Die Subsidiaritätsklausel greift hier nicht, da es sich um eine neue Tat handelt. Im Kern geht es um die Frage, ob diese bereits rechtswidrig zugeeignete Sache tauglicher Zueignungsgegenstand sein kann und somit erneut im Sinne des § 246 StGB zugeeignet werden kann. Die Rechtsprechung geht davon aus, dass eine Zweitzueignung schon nicht den Tatbestand des § 246 Abs. 1 StGB erfüllt (sog. Tatbestandslösung). Denn eine (neue) Enteignung als Element der Zueignung sei gar nicht mehr möglich, da der Eigentümer ja bereits aus seiner Herrschaftsposition verdrängt ist. Die Literatur bejaht überwiegend die Erfüllung des Tatbestandes, lässt jedoch auf Konkurrenzebene die Unterschlagung hinter dem vorher verwirklichten Initialdelikt als mitbestrafte Nachtat zurücktreten (sog. Konkurrenzlösung). Im Ergebnis besteht also Einigkeit hinsichtlich dessen, dass eine wiederholte Zueignung straffrei bleibt.